# Chociw (gromada)
Chociw – dawna gromada, czyli najmniejsza jednostka podziału terytorialnego Polskiej Rzeczypospolitej Ludowej w latach 1954–1972.
Gromady, z gromadzkimi radami narodowymi (GRN) jako organami władzy najniższego stopnia na wsi, funkcjonowały od reformy reorganizującej administrację wiejską przeprowadzonej jesienią 1954 do momentu ich zniesienia z dniem 1 stycznia 1973, tym samym wypierając organizację gminną w latach 1954–1972.
Gromadę Chociw siedzibą GRN w Chociwiu utworzono – jako jedną z 8759 gromad na obszarze Polski – w powiecie łaskim w woj. łódzkim, na mocy uchwały nr 31/54 WRN w Łodzi z dnia 4 października 1954. W skład jednostki weszły obszary dotychczasowych gromad Chociw, Goryń, Łazów, Ruda, Zawady i Wincentów (z wyłączeniem wsi Sewerynów) ze zniesionej gminy Chociw oraz obszar dotychczasowej gromady Chrząstawa ze zniesionej gminy Szczerców w tymże powiecie. Dla gromady ustalono 23 członków gromadzkiej rady narodowej.
31 grudnia 1961 do gromady Chociw przyłączono kolonię Józefów, wieś i kolonię Klęcz, kolonię Przyborów, wieś Raczynów, wieś Restarzew Cmentarny, wieś Restarzew Poduchowny, wieś Restarzew Środkowy, wieś, parcelę i osadę młyńską Sarnów oraz wieś Sewerynów ze zniesionej gromady Restarzew Cmentarny.
Gromada przetrwała do końca 1972 roku, czyli do kolejnej reformy gminnej.